# Liste der Bodendenkmale in Havelsee
Die Liste der Bodendenkmale in Havelsee enthält alle Bodendenkmale der brandenburgischen Gemeinde Havelsee und ihrer Ortsteile auf der Grundlage der Landesdenkmalliste vom 31. Dezember 2020.
Die Baudenkmale sind in der Liste der Baudenkmale in Havelsee aufgeführt.
| Gemarkung                        | Flur        | Kurzansprache | Nummer | Beschreibung | Bild |
| -------------------------------- | ----------- | --- | ------ | --- | ---- |
| Briest (Lage)                    | 2           | Siedlung slawisches Mittelalter | 30852  | |      |
| Briest (Lage)                    | 1           | Gräberfeld Bronzezeit | 30853  | |      |
| Briest (Lage)                    | 2           | Gräberfeld Bronzezeit, Grab slawisches Mittelalter | 30854  | |      |
| Briest, Fohrde (Lage)            | 1           | Einzelfund Urgeschichte, Dorfkern Neuzeit, Dorfkern deutsches Mittelalter | 30869  | |      |
| Briest, Fohrde (Lage)            | 1, 7        | Siedlung slawisches Mittelalter, Einzelfund römische Kaiserzeit | 30859  | |      |
| Fohrde (Lage)                    | 1           | Dorfkern Neuzeit, Dorfkern deutsches Mittelalter | 30424  | |      |
| Fohrde (Lage)                    | 9           | Siedlung Eisenzeit, Gräberfeld Bronzezeit, Siedlung slawisches Mittelalter, Siedlung Bronzezeit                                                                                      | 30855  | |      |
| Fohrde (Lage)                    | 6           | Siedlung Ur- und Frühgeschichte, Einzelfund Neolithikum | 30856  | |      |
| Fohrde (Lage)                    | 9           | Siedlung Bronzezeit, Siedlung Eisenzeit, Siedlung Neolithikum | 30858  | |      |
| Fohrde (Lage)                    | 9           | Gräberfeld Bronzezeit | 30860  | |      |
| Fohrde, Hohenferchesar (Lage)    | 3, 3        | Gräberfeld Bronzezeit, Gräberfeld römische Kaiserzeit, Gräberfeld Eisenzeit | 30864  | Bei Grabungen am Gallberg stieß man rund um den Hügel auf mehrere Urnengräberfelder. So wurden im Süden und im Südwesten Gräber aus der späten Bronzezeit bis in die vorrömische Eisenzeit entdeckt. Am Nordhang fand man ein Gräberfeld, welches in die frühe Römische Kaiserzeit zu datieren ist. Und am Nordost- und Südosthang wurden Gräber aus der Zeit des Übergangs von der vorrömischen Eisenzeit zur frühen Kaiserzeit und der späten römischen Kaiserzeit entdeckt. siehe Gallberg (Havelsee)                             |      |
| Fohrde (Lage)                    | 3           | Gräberfeld Bronzezeit | 30865  | |      |
| Fohrde (Lage)                    | 2           | Siedlung Bronzezeit | 30866  | |      |
| Fohrde (Lage)                    | 9           | Siedlung Eisenzeit, Dorfkern Neuzeit, Dorfkern Mittelalter, Siedlung Bronzezeit | 31096  | |      |
| Fohrde, Pritzerbe (Lage)         | 1, 8, 1, 18 | Siedlung slawisches Mittelalter, Wüstung deutsches Mittelalter, Rast- und Werkplatz Mesolithikum                                                                                     | 30861  | |      |
| Hohenferchesar (Lage)            | 1           | Siedlung slawisches Mittelalter, Siedlung römische Kaiserzeit, Dorfkern Neuzeit, Siedlung Eisenzeit, Siedlung Bronzezeit, Dorfkern deutsches Mittelalter                             | 30344  | |      |
| Hohenferchesar (Lage)            | 1           | Gräberfeld Eisenzeit, Gräberfeld Bronzezeit, Siedlung slawisches Mittelalter | 30377  | |      |
| Hohenferchesar, Pritzerbe (Lage) | 2, 16       | Siedlung Neolithikum | 30880  | |      |
| Marzahne (Lage)                  | 1           | Kirche deutsches Mittelalter, Kirche Neuzeit, Siedlung Urgeschichte, Dorfkern Neuzeit, Dorfkern deutsches Mittelalter                                                                | 30144  | |      |
| Pritzerbe (Lage)                 | 2           | Siedlung slawisches Mittelalter, Dorfkern deutsches Mittelalter, Dorfkern Neuzeit | 30600  | |      |
| Pritzerbe (Lage)                 | 1           | Burg deutsches Mittelalter, Grab Bronzezeit, Altstadt deutsches Mittelalter, Siedlung slawisches Mittelalter, Siedlung Bronzezeit, Burgwall slawisches Mittelalter, Altstadt Neuzeit | 30603  | Bei der Burg Pritzerbe handelt es sich um den Burgstall einer ehemaligen bischöflichen Niederungsburg. Diese lag im Winkel zwischen der Havel und dem Pritzerber See und wurde zur Kontrolle des Flusses und der Landstraße zwischen den Städten Brandenburg und Havelberg errichtet. Durch die günstige Lage konnte die wichtige Fährverbindung über den See im Verlauf der Landstraße überwacht werden. Heute noch sichtbarer Teil der Burg Pritzerbe ist der spätere Mühlenberg an der südlichen Ortsgrenze. siehe Burg Pritzerbe |      |
| Pritzerbe (Lage)                 | 13          | Dorfkern deutsches Mittelalter, Wüstung deutsches Mittelalter, Dorfkern Neuzeit | 30611  | |      |
| Pritzerbe (Lage)                 | 2           | Siedlung Bronzezeit, Siedlung römische Kaiserzeit | 30867  | |      |
| Pritzerbe (Lage)                 | 3           | Siedlung Eisenzeit, Rast- und Werkplatz Mesolithikum | 30874  | |      |
| Pritzerbe (Lage)                 | 17          | Gräberfeld Eisenzeit | 30876  | |      |
| Pritzerbe (Lage)                 | 15          | Gräberfeld Eisenzeit | 30877  | |      |
| Pritzerbe (Lage)                 | 15          | Siedlung Neolithikum | 30878  | |      |
| Pritzerbe (Lage)                 | 16          | Siedlung Neolithikum | 30879  | |      |
| Pritzerbe (Lage)                 | 8           | Siedlung Neolithikum | 30881  | |      |
| Pritzerbe (Lage)                 | 8           | Siedlung Neolithikum | 30882  | |      |
| Pritzerbe (Lage)                 | 7           | Siedlung Neolithikum, Gräberfeld Bronzezeit | 30883  | |      |
| Pritzerbe (Lage)                 | 7           | Gräberfeld Bronzezeit, Siedlung Neolithikum | 30884  | |      |
| Pritzerbe (Lage)                 | 15          | Gräberfeld Bronzezeit | 30885  | |      |
| Pritzerbe (Lage)                 | 15, 17      | Gräberfeld Bronzezeit | 30886  | |      |
| Pritzerbe (Lage)                 | 15          | Siedlung slawisches Mittelalter, Gräberfeld Bronzezeit, Rast- und Werkplatz Mesolithikum                                                                                             | 30887  | |      |
| Pritzerbe (Lage)                 | 11          | Hügelgrab Bronzezeit | 30888  | |      |
| Pritzerbe (Lage)                 | 11          | Rast- und Werkplatz Mesolithikum | 30889  | |      |
| Pritzerbe (Lage)                 | 6           | Siedlung Ur- und Frühgeschichte | 30892  | |      |
| Pritzerbe (Lage)                 | 6           | Siedlung Neolithikum | 30893  | |      |
| Pritzerbe (Lage)                 | 18          | Gräberfeld Bronzezeit | 30894  | |      |
| Pritzerbe (Lage)                 | 1, 15       | Siedlung Bronzezeit, Siedlung Mittelalter, Siedlung Eisenzeit | 30895  | |      |
| Pritzerbe (Lage)                 | 1, 15       | Siedlung Bronzezeit, Siedlung Eisenzeit | 30896  | |      |
| Pritzerbe (Lage)                 | 7           | Siedlung Neolithikum, Gräberfeld Bronzezeit | 50270  | |      |
| Pritzerbe (Lage)                 | 9, 10       | Siedlung Bronzezeit, Siedlung Neolithikum | 50288  | |      |
| Pritzerbe (Lage)                 | 7           | Siedlung römische Kaiserzeit | 50290  | |      |